# Havass Miklós
Havass Miklós (Szeged, 1940. április 23.) magyar informatikus, iskolaszervező, vállalati vezető.

## Életpályája
1963-ban a szegedi József Attila Tudományegyetemen, matematika-alkalmazott matematika szakot végzett. 1972-ben csatlakozott a Számalkhoz (akkor Számítástechnikai Alkalmazási Vállalat), amelynek később elnöke és egyik tulajdonosa lett (vezérigazgató-helyettes 1982-86, vezérigazgató 1986-1990, elnök (1990-2003), tanácsadó (2003-tól). Kezdeményezte és szervezte az információs társadalommal kapcsolatos országos stratégiák kidolgozását. Tudatosítva, hogy a jövő az emberek műveltségén múlik, részt vett egy iskolarendszer megalapításában, amely angol nyelvű általános iskolából, szakközépiskolából és három főiskolából állt (Open Business School, International Business School Budapest, Gábor Dénes Távoktatási Főiskola). 
Több hazai és nemzetközi tudományos és társadalmi testület tagja, soknak vezetője, így például a Neumann János Számítógép-tudományi Társaság (NJSZT), a Műszaki és Természettudományi Egyesületek Szövetsége (MTESZ), a Magyar Térinformatikai Társaság (HUNAGI) vezetőségi tagja, elnöke. 
2004-ben nyugdíjba vonult.

## Munkássága
Szakmai érdeklődése: a számítógépek nem-numerikus és közgazdasági alkalmazásai, operációkutatás, rendszerprogram-tervezés magyar minigépek számára, vállalatmenedzsment, pénzügyi menedzsment, vállalati stratégia, oktatás, távtanulás, nemzeti informatikai 
stratégia, informatikai szabályozás, az információs társadalom jelenségei.

## Kitüntetései
- Neumann János-emlékérem (1978)
- Fényes Elek-emlékérem (1990)
- MTESZ díj (1994)
- A legjobb előadó díja (VI. Országos Neumann Kongresszus. 1995)
- Aschner Lipót-díj (1997), az év menedzsereként
- Gábor Dénes-díj (1998)
- Magyar Mérnök Akadémia tagság (1999)
- Osztrovszki Nagydíj (1999)
- Pro Scientia Transsylvanica (2000)
- A 10 éves Gábor Dénes Főiskola jubileumi emlékérme (2002)
- Magyar Köztársasági Érdemrend tisztikeresztje (2005)
- Bay Zoltán-emlékérem (2005)
- MTESZ Jubileumi Emlékérem (2008)